# Юго-Западный район (Киров)
Юго-Западный жилой район — крупный жилой район Кирова, входит в состав Ленинского административного района.

## История
Застройка района началась после окончания строительства путепровода на улице Воровского в начале 1980-х годов, что позволило связать данный земельный участок с центром города прямой магистралью. Район был застроен в короткие сроки, и состоит преимущественно из многоэтажной панельной застройки. Несмотря на прижившееся название «Юго-Западный», фактически микрорайон находится в западной части города Кирова.

## Инфраструктура
Юго-Западный район изначально проектировался как спальный. В нём расположены 14 детских садов, четыре школы, один лицей, три учреждения среднего профессионального образования, а также водный дворец «Быстрица», детско-юношеская спортивная школа олимпийского резерва, планетарий, кинотеатр «Глобус», ипподром, торговые и торгово-развлекательные центры «Глобус», «Атлант», «Фестиваль» и другие, «Юго-Западный». Среди медицинских учреждений — областные онкологический и противотуберкулёзные диспансеры, городская станция скорой помощи, поликлиники, стоматологии. Район обслуживается двадцать первым почтовым отделением. Расположены филиалы и отделения нескольких банков. В центре района находится площадь Маршала Конева и Кочуровский парк.
В начале 2000-х годов на улице Воровского, 98 был построен храм в честь святого Великомученика и целителя Пантелеимона: в марте 2003 года был освящён нижний придел в честь святой великомученицы Варвары, а 30 декабря — верхний храм. Окончательно храм был достроен в 2005 году.
23 декабря 2011 года рядом с храмом был открыт первый в Кирове и Кировской области ресторан быстрого питания «Макдоналдс».
Основной транспортной магистралью является улица Воровского. По границам района расположены также крупные улица Московская, улица Производственная и проспект Строителей. В Юго-Западном районе ходит более десятка автобусных и четыре троллейбусных маршрутов.

## Галерея

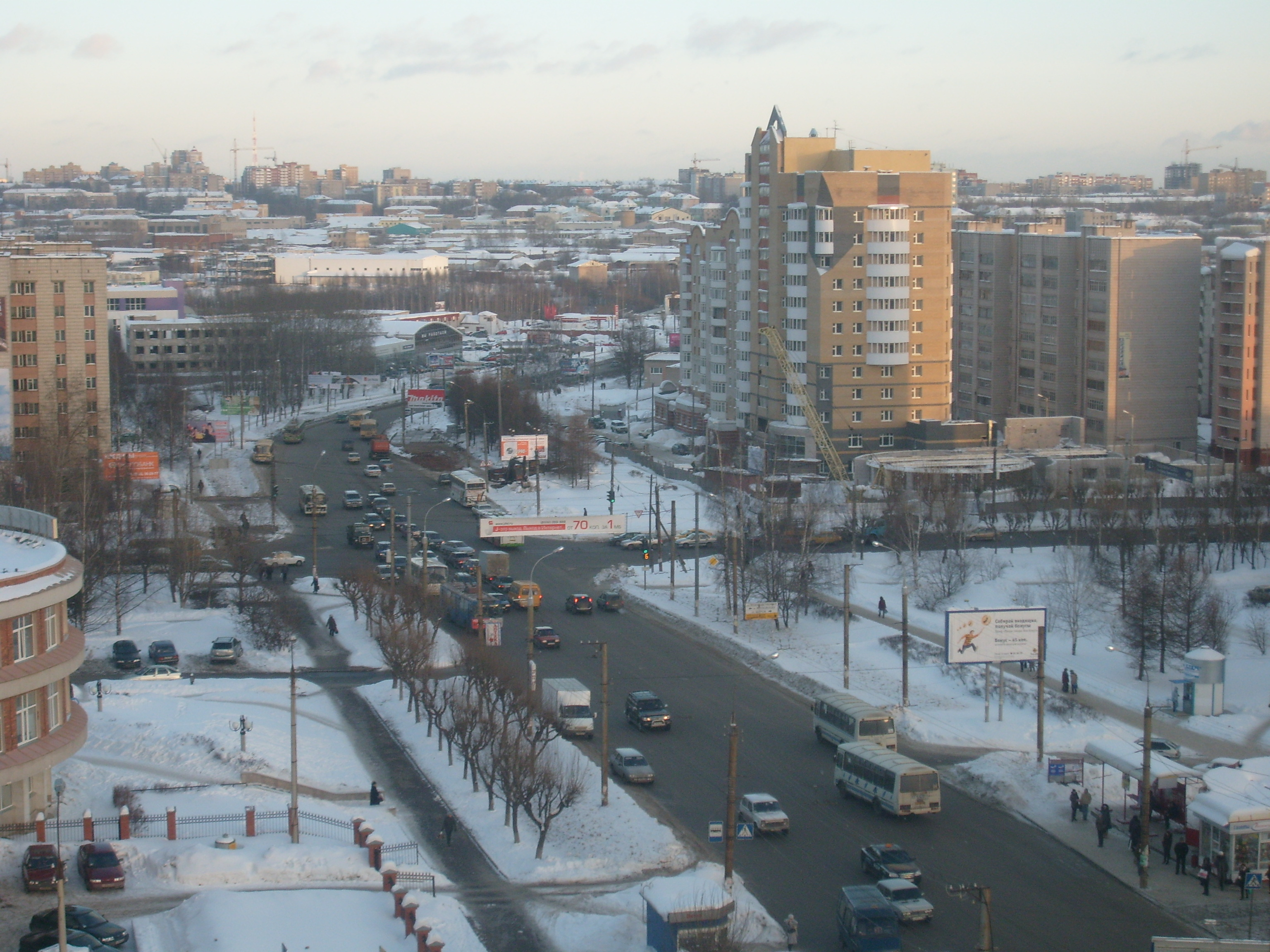
Улица Воровского в Юго-Западном районе, вид в сторону путепровода
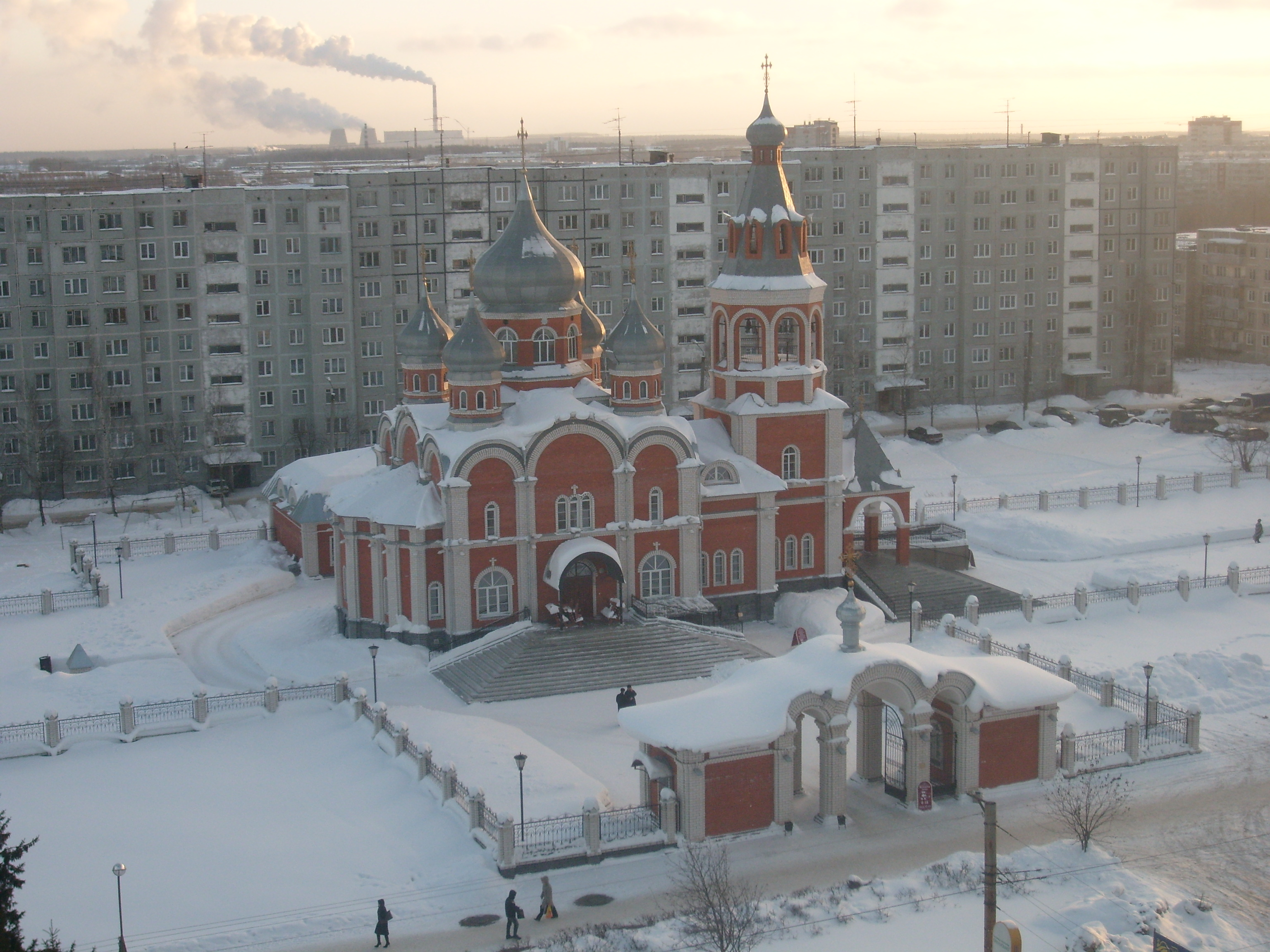
Церковь Святого Великомученика Пантелеимона
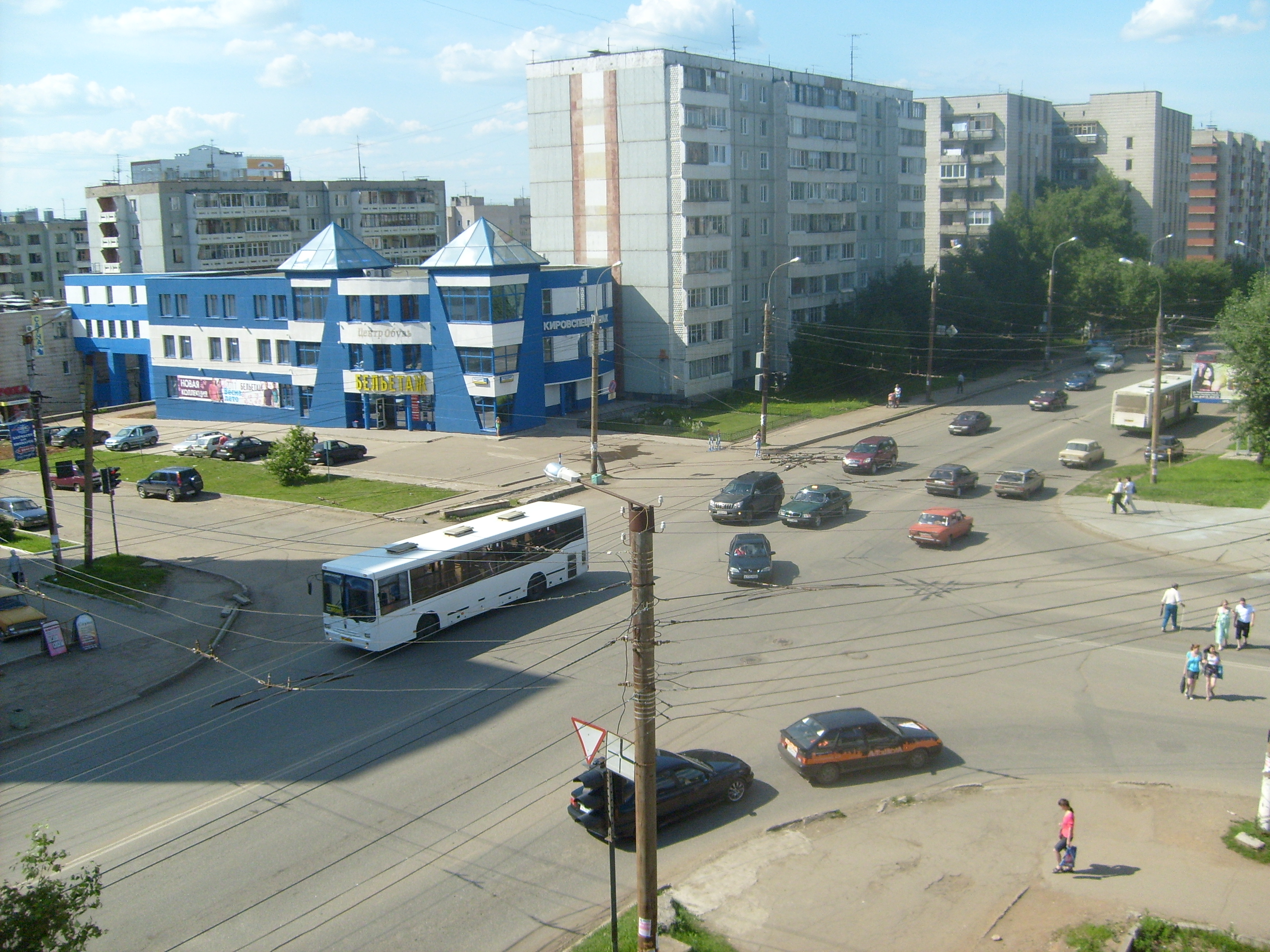
Перекрёсток улицы Воровского и проспекта Строителей